# 卡拉多彩鯰
卡拉多彩鯰，為輻鰭魚綱鯰形目擬油鯰科的其中一種，為熱帶淡水魚類，分布於南美洲巴拉圭河流域，體長可達3.4公分，棲息在沙泥底質、褐色水質的河川底層水域，生活習性不明。

## 扩展阅读
維基物種上的相關：卡拉多彩鯰